# Condé-Sainte-Libiaire
Condé-Sainte-Libiaire település Franciaországban, Seine-et-Marne megyében. Lakosainak száma 1470 fő (2022. január 1.). Condé-Sainte-Libiaire Quincy-Voisins, Couilly-Pont-aux-Dames, Esbly, Isles-lès-Villenoy, Mareuil-lès-Meaux és Montry községekkel határos.

## Népesség
A település népességének változása:
| Lakosok száma | 1420 | 1405 | 1426 | 1417 | 1425 | 1426 | 1429 | 1438 | 1470 |
|               | 2013 | 2015 | 2016 | 2017 | 2018 | 2019 | 2020 | 2021 | 2022 |